# 延平柿
延平柿（学名：Diospyros tsangii）为柿科柿属下的一个种。

## 扩展阅读
- 維基物種上的相關：延平柿